# Цензура

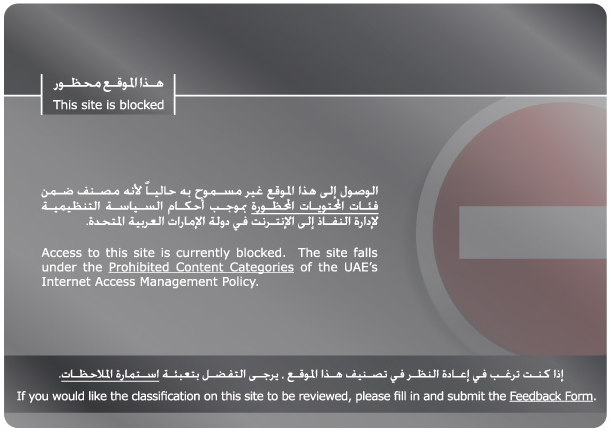
Деякі уряди таких країн, як Саудівська Аравія, Північна Корея, Куба, Іран, Венесуела та Китайська Народна Республіка, обмежують людей у своїх країнах у перегляді певного Інтернет-контенту з ідеологічних, політичних та/або релігійних причин, які вважаються такими, що суперечать вашим критеріям.

Цензура — контроль за змістом і поширенням інформації з метою обмеження або недопущення її поширення. У широкому розумінні, цензура зазвичай притаманна владі, у більш вузькому — власнику підприємства чи організації. Цензура є невід'ємною рисою диктатури та інших авторитарних політичних систем, поширена у країнах з релігійним устроєм держави. Відцензурувати можна як окремі носії інформації — друковану продукцію, вебресурси, музичні і сценічні твори, твори образотворчого мистецтва, кіно-, фотоматеріали, радіо і телебачення, певні слова чи ідеї, публічний вияв думок чи творчість окремого індивіда так і саме потенційне середовище поширення інформації: мережу Internet та її сервіси, друкарні, приватне листування, доноси та шпигунство у колективах.
Як виправдання цензури часто називається запобігання дестабілізації соціуму чи ситуації, розповсюдженням «хибних» думок, ідей, звичаїв, поглядів, знань які визнані цензором шкідливими чи небажаними в цілому. Цензором можуть бути представники органів державної влади, посадові особи, спецслужби, власники засобів масової інформації, які, прямо чи опосередковано впливаючи на ЗМІ та журналістів, забезпечують потрібні політичні інтереси.
Результат цензури — небажана інформація блокується, знищується, обмежується, дозується, переслідується, забороняється, перекручується. Також сучасним проявом цензури є відволікання уваги від небажаної інформації та створення багатьох хибних інтерпретацій, які повинні надати сумнів в достовірності інформації. Блокування інформації у низці випадків породжує інформаційний вакуум у інформаційному просторі, який потрібно заповнити новою самодостатньою вичерпною інформацією (яка не породжує уточнювальних запитань), отже, інколи на ниві масивних проявів цензури проводиться пропаганда спотвореної інформації, нової ідеології або навіть цінностей. Як наслідок, спотворена потрібна інформація, за відсутності інших джерел інформації, сприймається як правдива.
З погляду міжнародного права та інституцій цензура є негативним явищем, що пригнічує розповсюдження достовірної інформації, перешкоджає вільному мисленню та розвитку суспільства загалом. Законодавством України цензура заборонена.
У інформаційному просторі також існує поняття «самоцензура», де автор чи редакція з тих, чи інших причин вважає недоречним «назвати речі своїми іменами», подібне явище у політичних висловлюваннях ототожнюється з однією із форм політичної коректності у висловлюваннях.

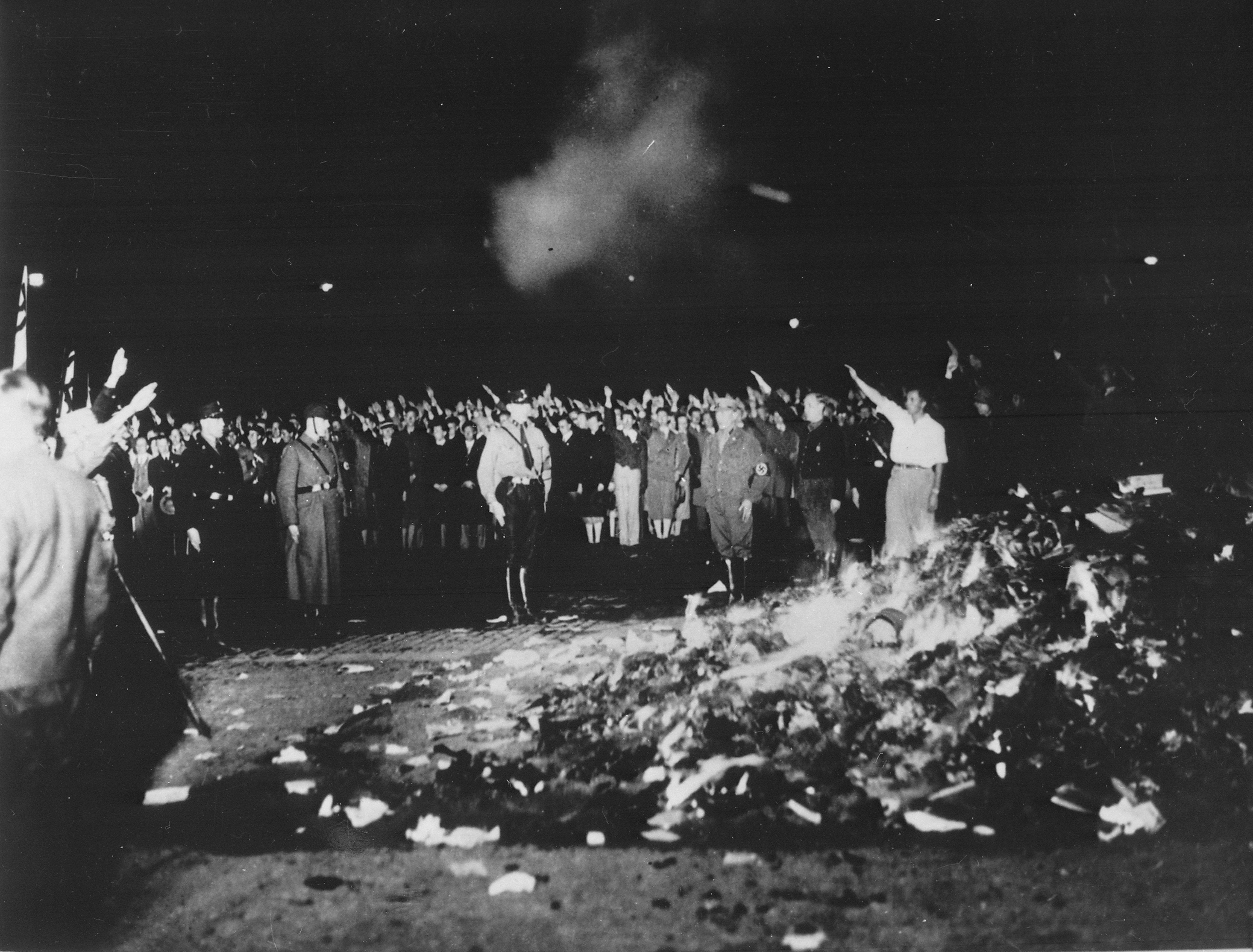
Спалення книг у нацистській Німеччині

## Цензура в ЗМІ
Цензура в ЗМІ — це будь-яка вимога з боку органів державної влади або інших структур, спрямована, зокрема, до журналіста, власника, редактора або іншого працівника засобу масової інформації, узгоджувати певну інформацію перед її оприлюдненням, заборона її поширювати чи перешкоджання її тиражуванню і розповсюдженню в будь-який інший спосіб з метою забезпечення політичних, економічних чи інших інтересів цієї структури.

## Типи цензури

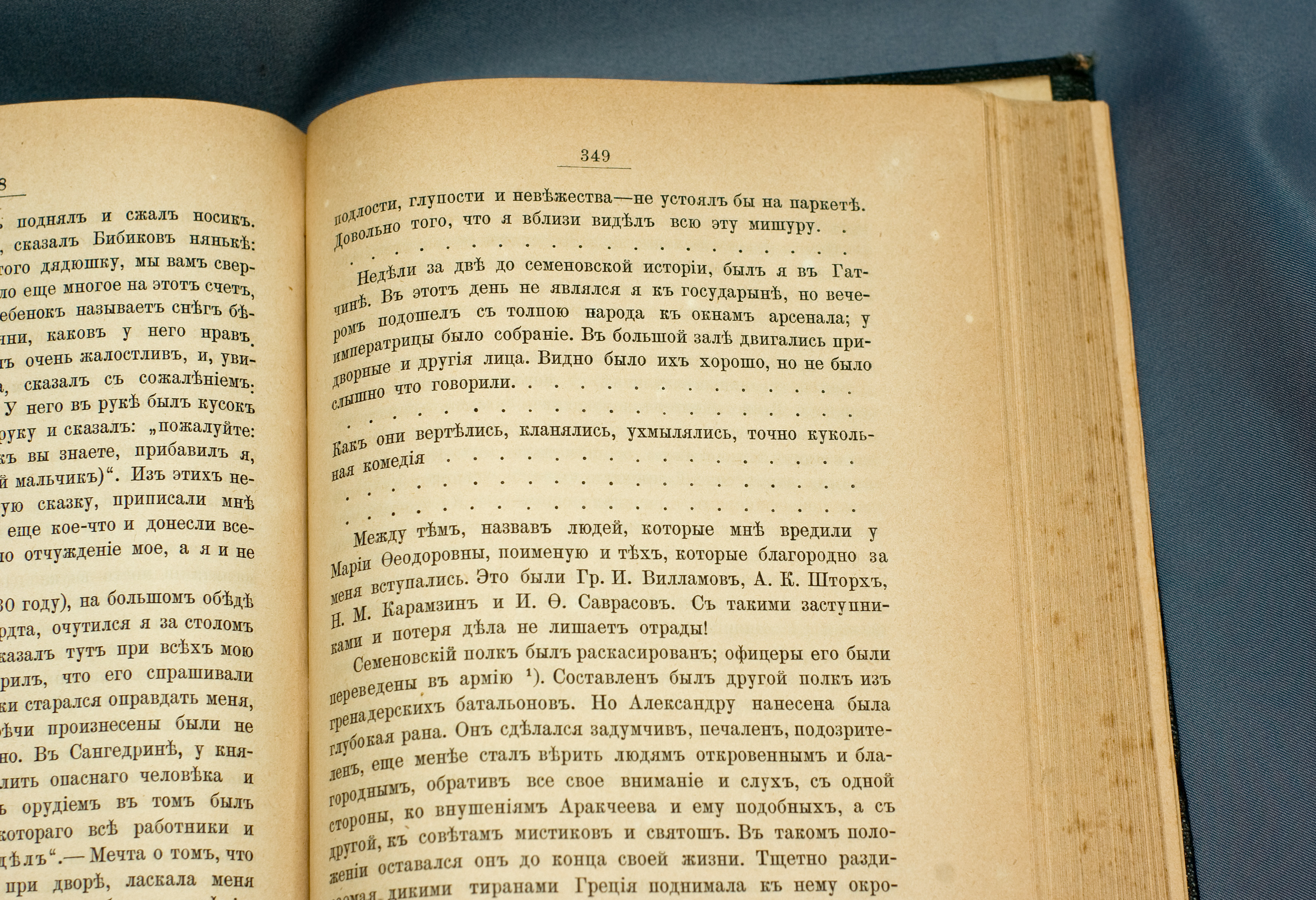
Російська книга 1886 року. Заборонені речення замінено крапками

Державна цензура буває відкритою та прихованою. У першому випадку видаються спеціальні закони, які забороняють публікацію або оприлюднення певних ідей. Приклади — Китай, Австралія або Саудівська Аравія, де законом заборонено відвідування вебсторінок певної тематики. В другому випадку йдеться про залякування, коли людям забороняють висловлювати або підтримувати певні ідеї під страхом втрати роботи, суспільної позиції, загрозою їх життю або життю близьких.
Пряма цензура у свою чергу поділяється на попередній і наступний контроль. Попередній контроль полягає у тому, що відповідний урядовець (цензор) переглядає друковані видання до їх виходу у світ та дозволяє або не дозволяє публікацію. Наступний контроль — це застосування санкцій, судові переслідування та інші дії щодо автора, видавця, ЗМІ як постфактум оприлюднення певної інформації.

## Цензура в Україні
Первинно цензура в Україні, як і в багатьох інших християнських країнах, була церковною. З кінця 18 ст. російська влада почала заводити в Україні світську цензуру при губернських управах. Новий наступ російської цензури проти українських видань почався 1863 циркуляром міністра внутрішніх справ П. Валуєва, який заборонив українські книжки духовного змісту, шкільні підручники і взагалі твори народного вжитку. 9 січня 1915 р. вийшов указ, який заборонив діяльність україномовних видань, В Австрії українські публікації зазнавали також цензурних обмежень при чому не тільки від австрійської влади (ці цензурні умови були значно легші, ніж в Російській Імперії), але й з боку власних консервативних кіл. На Буковині румунська влада на самому початку 1918 року заборонила газети «Нова Буковина» і «Борба», Після захоплення Західної України Польщею 1919 року українські видання були спершу під попередньою цензурою, а у 1930-их роках під цензурою після публікації. На Закарпатті за Чехо-Словаччини цензура існувала після публікації для преси, а для книжкових видань попередня. За періоду радянської України, цензура була швидко відновлена цензура преси, яка ще частково була у приватних руках або видавалася громадським організаціями. Революційний трибунал, встановлений 2 серпня 1918, кваліфікував як «злочин» використання преси проти радянського режиму. 29 грудня 1918, нібито на охорону військових таємниць, запроваджено військову цензуру, яка виходила за межі своїх компетенцій.

## Цензура у світі

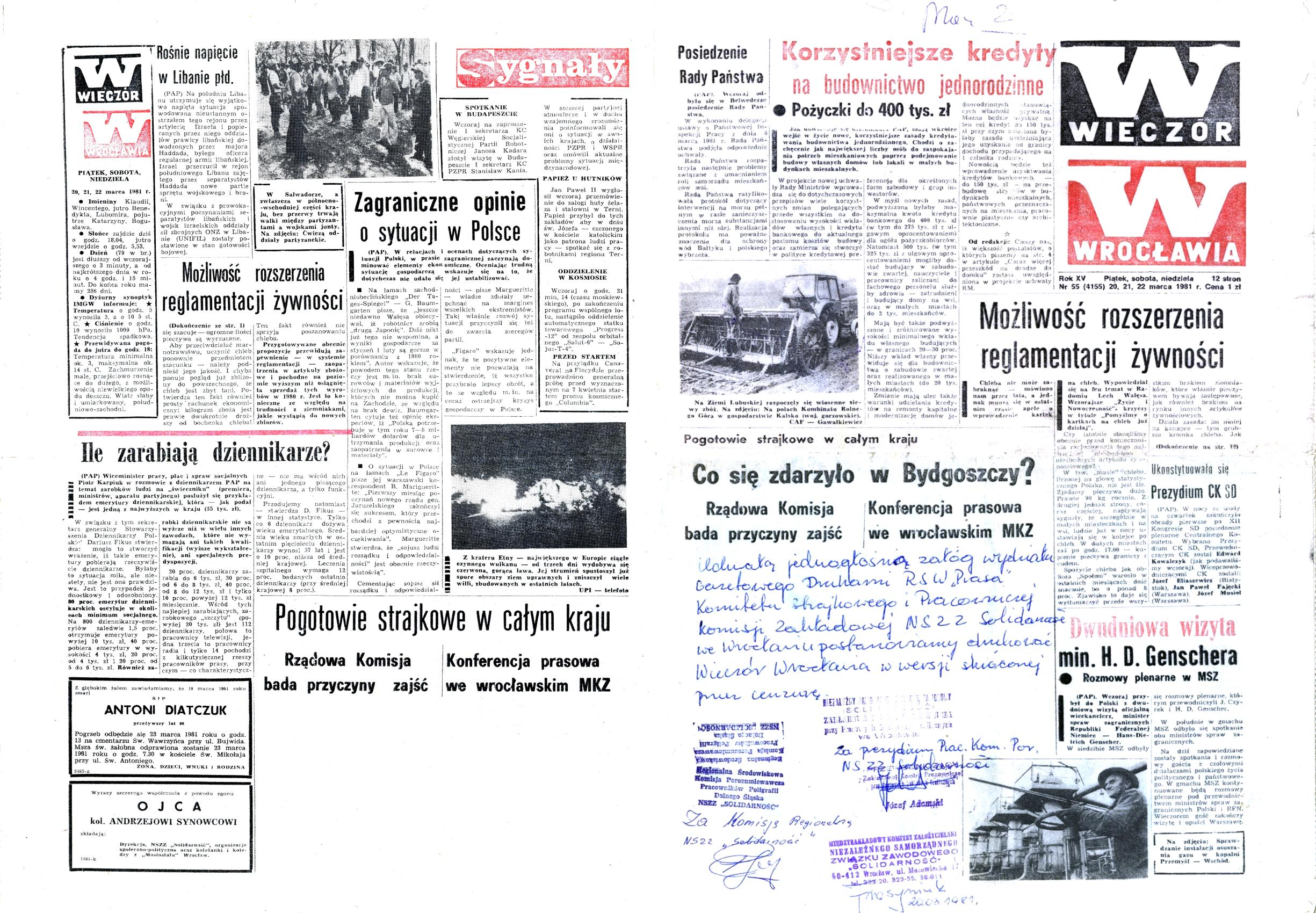
Польська газета 1981 року, де на останній сторінці вилучено повідомлення «Солідарності» про підготовку до страйку

У країнах комуністичного блоку українські й україністичні видання підлягали попередній цензурі на загальних засадах, а крім того, діяло зовнішнє радянське втручання. Дещо вільнішою була цензура в Югославії. Тоталітарні режими сьогочасності також використовують цензуру.
Компанія «Ґуґл» змушена була розробити для китайських користувачів цензурований варіант пошукової системи. Проте влада КНР надалі критикувала цю пошукову систему, а також, за даними «Ґуґла», підтримувала хакерів, які атакували корпоративну мережу та поштові аккаунти Gmail, які належали китайським правозахисникам. У березні 2010 року компанія заявила, що у квітні припиняє роботу на китайському ринку.

## Цензура в Інтернеті
У 2010 році Комітет Захисту Журналістів вирішив провести аналіз свободи слова в різних країнах. З'ясувалося, що у багатьох країнах інтернет взагалі заборонений, а якщо дозволений, то тільки в інтернет-кафе, які контролюються спеціальними державними службами..
У зв'язку з агресією Росії 15 травня 2017 року президент України Петро Порошенко своїм Указом № 133/2017 ввів у дію рішення РНБО від 28 квітня 2017 року "Про застосування персональних спеціальних економічних та інших обмежувальних заходів (санкцій)". Рішення передбачає блокування на території України ресурсів російського холдингу Вконтакте, Яндекса та інших. 
23 березня 2021 року Президент України Володимир Зеленський Указом № 109/2021 увів у дію рішення Ради національної безпеки і оборони України від 23 березня 2021 року "Про застосування, скасування та внесення змін до персональних спеціальних економічних та інших обмежувальних заходів (санкцій)", що передбачає заборону провайдерам на надання доступу до таких ресурсів (включно із субдоменами) строком на 3 роки. Цей документ також продовжує обмеження доступу до раніше заблокованих сайтів.

## Законодавчі джерела
- ЗУ «Про інформацію» [Архівовано 23 листопада 2021 у Wayback Machine.].
- ЗУ «Про друковані засоби масової інформації» [Архівовано 21 січня 2022 у Wayback Machine.]
- ЗУ «Про телебачення і радіомовлення» [Архівовано 27 жовтня 2018 у Wayback Machine.]
- «Про інформаційні агентства» [Архівовано 21 липня 2020 у Wayback Machine.]
- «Цивільний кодекс України» [Архівовано 29 січня 2022 у Wayback Machine.]